# Научно-исследовательский институт железнодорожного транспорта

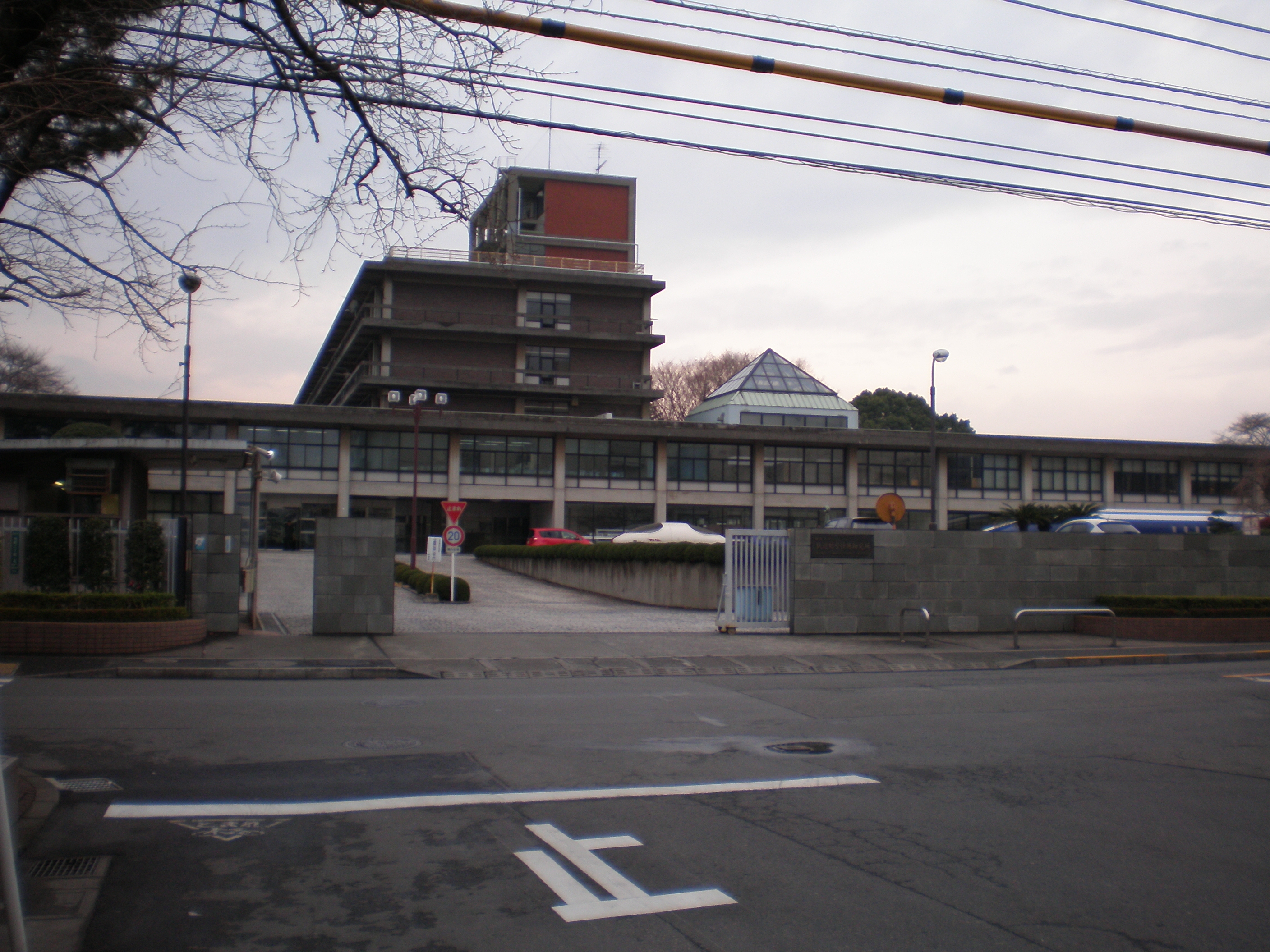
Институт железнодорожных технических исследований в Кокубунджи, Токио

Научно-исследовательский институт железнодорожного транспорта (Railway Technical Research Institute (яп. 鉄道総合技術研究所 Tetsudō Sōgō Gijutsu Kenkyūsho)), или RTRI (яп. 鉄道総研 Tetsudō Sōken) — японская компания по техническим исследованиям в рамках группы компаний Japan Railways.

## Обзор
В нынешнем виде RTRI была создана в 1986 году, незадолго до приватизации Японских национальных железных дорог (JNR) и разделения на отдельные компании группы JR. Институт проводит исследования всего, что связано с поездами, железными дорогами и их работой. Он финансируется государством и частными железнодорожными компаниями. Он работает как над разработкой новых железнодорожных технологий, таких как Маглев (магнитная левитация), так и над повышением безопасности и экономичности существующих технологий.
В область его исследований входят системы обнаружения землетрясений и сигнализации, обнаружение препятствий на железнодорожных переездах, улучшение сцепления между колесами поезда и путями, снижение энергопотребления, шумовые барьеры и предотвращение вибраций.

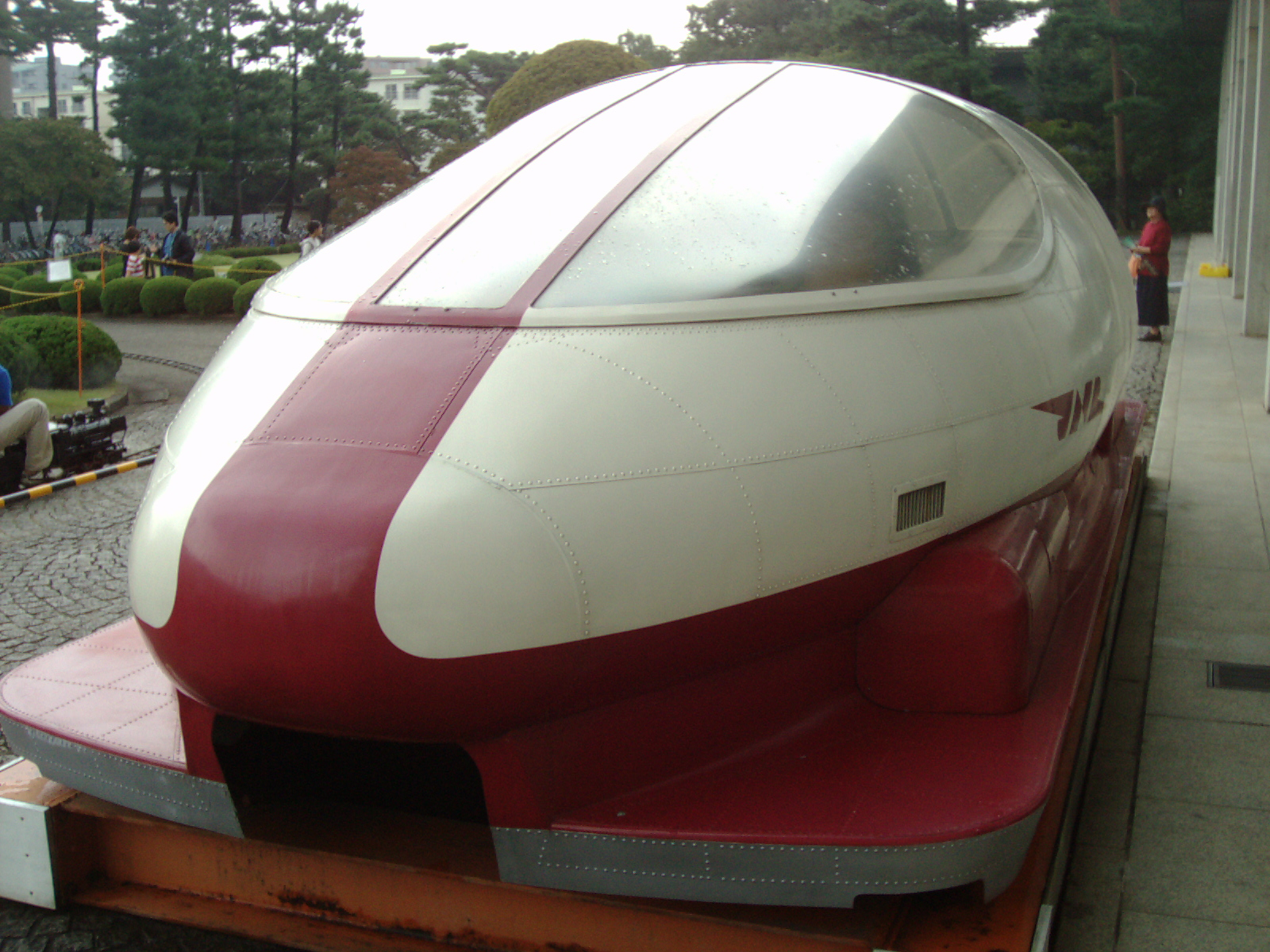
Первый экспериментальный поезд на магнитной подушке JR, ML100, на выставке возле RTRI

RTRI - главный разработчик японской программы SCMaglev.

## Офисы и испытательные центры

### Главный офис
- 844 Шин-Кокусай корп. 3-4-1 Маруноути, Тиёда-ку, Токио 100-0005, Япония

### Исследовательские объекты
- Институт Кунитачи - 2-8-38 Хикари-тё, Кокубунджи-ши, Токио, 185-8540, Япония
- Технический центр аэродинамической трубы, Майбара, Сига
- Снежная испытательная станция Сиодзава, Минами-Уонума, Ниигата
- Испытательная станция гражданского строительства Хино, Хино, Токио
- Испытательная станция против соли Гацуги, Санпоку, Ниигата

## Поезд смены колеи
RTRI разрабатывает систему с изменяемой шириной колеи, названную «Поезд со сменной колеёй», чтобы позволить использовать колею шириной 1435 мм.

## Публикации
- Японский железнодорожный и технический обзор
- Ежеквартальный отчет РТРИ - Распечатать:ISSN 0033-9008 Онлайн:ISSN 1880-1765